# صنعت‌گری

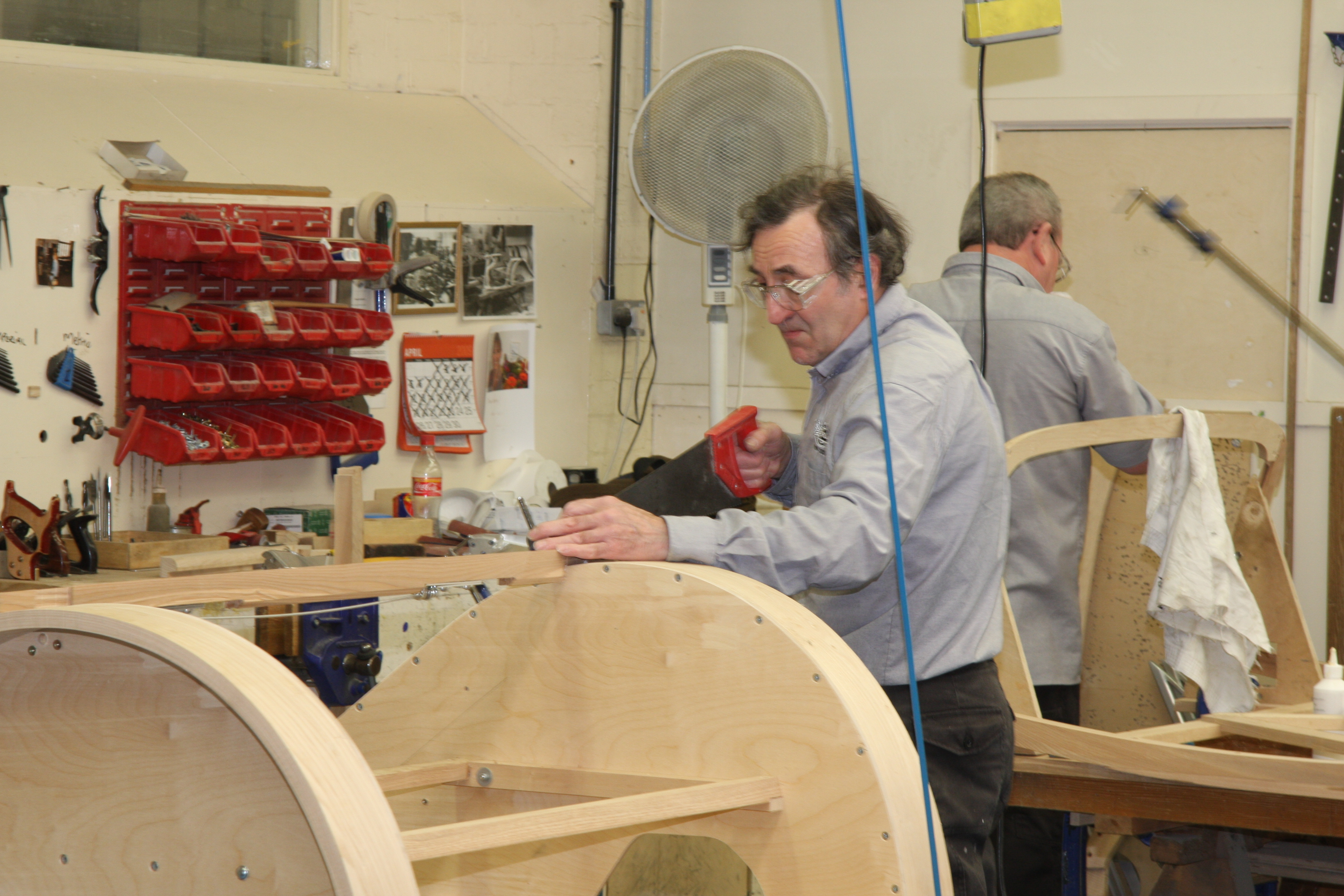
انجام چوب‌کاری در کارگاه

صنعت‌گری یا پیشه‌وری (به انگلیسی: Craft)، حرفه‌ای است که نیاز به نوع خاصی از مهارت دارد. در یک مفهوم تاریخی، به‌ویژه در قرون وسطی و پیش از آن، این اصطلاح معمولاً به افرادی که درگیر تولید کالا در مقیاس کوچک بودند گفته می‌شد.
ابن خلدون کشاورزی را مقدم بر تمام پیشه‌های بشری می‌داند، زیرا که در آن نیاز به اندیشه و دانشی نیست، و آن را به آدم ابوالبشر نسبت می‌دهد. پس از کشاورزی صنعت‌گری را در مرتبهٔ دوم می‌داند، زیرا که صنعت از امور ترکیبی و علمی است که در آن اندیشه و نظر را به‌کار می‌برند، و او آن را به ادریس نسبت می‌دهد و او را «پدر دوم مردم» می‌نامد.
به افرادی که به صنعت‌گری می‌پردازند صنعت‌گر یا پیشه‌ور گفته می‌شود و به محصول تولیدی آن‌ها معمولاً به صورت جمع صنایع گفته می‌شود. صنایع دستی به‌طور سنتی بخش اصلی صنعت‌گری به‌شمار می‌رود.
نمایشگاه صنایع، رویدادی سازمان‌دهی‌شده برای نمایش صنایع توسط نمایش‌دهندگان است که در آن صنایع تولیدی به فروش می‌رسند.
جنبش هنر و پیشه، جنبشی هنری بود که در اواخر سده ۱۹ میلادی به خاطر تحول و دگرگونی در هنر کاربردی به وجود آمد و نوعی از یک واکنش آگاهانهٔ هنرمندان و روشن فکران در برابر صنعتی شدن سریع و بی‌رویهٔ آن زمان بود. این جنبش نه‌تنها کار دستی یا دست‌ساز را وسیلهٔ مناسب برای بیان به حساب می‌آورد، بلکه ارزشی ماندگار را به آن نسبت می‌داد.